# Just Before I Go
Just Before I Go, hiervoor getiteld Hello I Must Be Going, is een in uit 2014 afkomstige tragikomische film geregisseerd door Courteney Cox en geschreven door David Flebotte, met Seann William Scott, Olivia Thirlby, Garret Dillahunt, en Kate Walsh in de hoofdrollen.
De film ging in première op het Tribeca Film Festival op 24 april 2014, en op 24 april 2015 werd de film voor het eerst vertoond in een klein aantal bioscopen.

## Plot
Ted (Seann William Scott) besluit om zelfmoord te plegen, maar voordat hij dat doet, gaat hij terug naar zijn geboortestad om wat rekeningen te vereffenen. Dit gaat alleen niet zoals hij het gepland had.

## Rolverdeling
- Seann William Scott als Ted Morgan
- Olivia Thirlby als Greta
- Garret Dillahunt als Lucky Morgan
- Kate Walsh als Kathleen Morgan
- Kyle Gallner als Zeke
- Rob Riggle als Rawly Stansfield
- Evan Ross als Romeo
- Cleo King als Berta
- Missi Pyle als Officer CT
- Elisha Cuthbert als Penny Morgan
- Mackenzie Marsh als Vickie
- Connie Stevens als Ted's Mom
- David Arquette als Vickie's Husband

## Productie
De productie van de film begon op 10 juli 2013 in Los Angeles.